# Каллаган, Кэтрин
Кэтрин «Кэти» Каллаган (англ. Catherine "Cathy" Callaghan, 1931 — 16 марта 2019) — почётный профессор факультета лингвистики Университета штата Огайо в Колумбусе, штат Огайо.
Она получила докторскую степень по лингвистике в Калифорнийском университете в Беркли в 1963 году. Её докторская диссертация представляла собой грамматику озёрного мивокского языка, написанную под руководством Мэри Хаас. Затем она начала работу над словарём озёрного мивокского языка, который был опубликован в 1965 году. В 1965 году она была назначена доцентом лингвистики в Университете штата Огайо и оставалась там до выхода на пенсию. В 1969 году она была принята в члены Американской ассоциации содействия развитию науки.
На протяжении всей своей карьеры исследования Каллаган были сосредоточены на пенутийских языках Калифорнии, особенно на связях между йокутскими и мивокскими языками. Она появилась в эпизоде документального фильма «Насколько мёртвым я выгляжу?», который был снят в 2014 году. Её статьи по мивокским языкам собраны в Калифорнийском языковом архиве.
В 1973 году Каллаган стала соучредителем феминистской некоммерческой организации Feminists for Life, выступающей против абортов.
Каллаган умерла 16 марта 2019 года в Колумбусе, штат Огайо.

## Ключевые публикации
- Callaghan, Catherine A. 1965. Lake Miwok Dictionary. University of California Press.
- Callaghan, Catherine A. 1970. Bodega Miwok Dictionary. Publications in Linguistics 60. University of California Press.
- Callaghan, Catherine A. 1984. Plains Miwok Dictionary. Publications in Linguistics 105. University of California Press.
- Callaghan, Catherine A. 1987. Northern Sierra Miwok Dictionary. Publications in Linguistics 110. University of California Press.
- Callaghan, Catherine A. 2012. Proto-Utian Grammar and Dictionary with notes on Yokuts. Trends in Linguistics Documentation 31. Berlin: De Gruyter Mouton.